# Продольный падеж
Продольный падеж, просекутив — падеж, показывающий в каком направлении проходит действие, является вариантом пролатива и отвечает на вопросы: вдоль чего?, мимо кого?, по кому?, по чему?, мимо чего?, сквозь что?, через что? Продольный падеж встречается в ненецком, баскском, корякском, эвенкийском.

## Корякский
Продольный падеж — один из одиннадцати корякских падежей. Форма продольного падежа имени существительного образуется путём присоединения к основе суффиксов -йпынг, -эпынг, -гыпынг.
Пример:
- Яёл кокылавыльгатынг капкайпынг. Лиса бежит мимо капкана.